# Schistometopum
Genre
Schistometopum est un genre de gymnophiones de la famille des Dermophiidae.

## Répartition
Les deux espèces de ce genre se rencontrent au Kenya, en Tanzanie et à Sao Tomé-et-Principe.

## Liste des espèces
Selon Amphibian Species of the World (10 février 2014) :
- Schistometopum gregorii (Boulenger, 1895)
- Schistometopum thomense (Bocage, 1873)

## Publication originale
- Parker, 1941 : The caecilians of the Seychelles. Annals and Magazine of Natural History, sér. 11, vol. 7, p. 1-17.